# Parapapio
Parapapio — викопний рід приматів з родини мавпові (Cercopithecidae). Вид мешкав у пліоцені та ранньому плейстоцені в  Африці.

## Види
Рід містить чотири види:
- Parapapio jonesi
- Parapapio whitei
- Parapapio broomi
- Parapapio antiquus